# Мацковский, Абрам Аронович
Абрам Аронович Мацковский (20 июля 1917 год, Климовичи — 12 ноября 1978 год) — председатель колхоза «Победа» Барановичского района Брестской области, Белорусская ССР. Герой Социалистического Труда (1976). Заслуженный работник сельского хозяйства Белорусской ССР (1973). Депутат Верховного Совета Белорусской ССР.

## Биография
В 1933 году начал свою трудовую деятельность. Работал машинистом на плодово-ягодном заводе, модельщиком на мебельной фабрике. С 1937 года служил в Красной Армии. Участвовал в Великой Отечественной войне. После демобилизации в 1947 году возвратился в Белоруссию, где трудился учителем средней школы, директором Городищенской электростанции в Барановичском районе.
В 1957 году избран председателем колхоза «Победа» Барановичского района. Под его руководством колхоз в 1947 и 1963 годах собрал самые высокие урожаи зерновых в Брестской области. В 1967 году колхоз был награждён Орденом Трудового Красного Знамени за высокие показатели в сельскохозяйственном производстве. В этом году было собрано в среднем с каждого гектара по 230 центнеров картофеля, около 500 центнеров корнеплодов и 11 центнеров волокна льна-долгунца.
Указом Президиума Верховного Совета СССР от 27 декабря 1976 года за успехи в выполнении планов и социалистических обязательств по увеличению производства и продажи государству сельскохозяйственных продуктов удостоен звания Героя Социалистического Труда с вручением ордена Ленина и золотой медали «Серп и Молот».
Избирался депутатом Верховного Совета Белорусской ССР (1971—1975).
Скончался в 1978 году. Похоронен на кладбище в посёлке Крошин.
Сочинения
- Кузнецы своего счастья / А. А. Мацковский ; Лит. зап. А. Ф. Жихарева, 1968
- Перспективы социально-экономического развития Колхоза «Победа» Барановичского района [Текст] / А. А. Мацковский, В. Ф. Тарасевич ; М-во сельск. хоз-ва БССР. Белорус. науч.-исслед. ин-т экономики и организации сельск. хоз-ва. — Минск : Ураджай, 1976. — 25 с.; 16 см.

Память
Его именем названа одна из улиц в посёлке Жемчужный и агрогородке Крошин.

## Награды
- Орден Ленина
- Орден Октябрьской Революции
- Орден Красной Звезды
- Орден «Знак Почёта»
- Медаль «За оборону Сталинграда»